# Conops opimus
Conops opimus är en tvåvingeart som beskrevs av Daniel William Coquillett 1898. Conops opimus ingår i släktet Conops och familjen stekelflugor. Inga underarter finns listade i Catalogue of Life.